# Kemijärvi
Kemijärvi (en sami de Inari: Kemijävri, en sami septentrional: Giemajávri) es una ciudad y municipio en Laponia, Finlandia.
En 2022, el municipio tenía una población de 6995 habitantes, de los cuales más de cuatro mil vivían en la capital municipal.
Comprende un conjunto de localidades en el entorno del lago homónimo, entre 50 y 100 km al este de Rovaniemi. En el municipio se cruza la carretera E63 de Sodankylä a Kuopio con la carretera 82 de Rovaniemi a Kandalakcha.